# Peter Meyer (Fußballspieler, 1942)
Peter Meyer (* 7. September 1942), Spitzname „Meyer-Perle“, war Fußballtorwart in der DDR. Er spielte für Motor Zwickau und Dynamo Dresden in der Oberliga, der höchsten DDR-Fußballklasse. Mit Motor Zwickau gewann er 1963 den DDR-Fußballpokal. Meyer ist vierfacher Juniorennationalspieler.
Meyer kam 1959 mit 16 Jahren zur Juniorenmannschaft der Betriebssportgemeinschaft Motor Zwickau. 1961 wurde er in den Kader der Junioren-Nationalmannschaft aufgenommen und bestritt mit ihr am 19. Februar 1961 in Dresden gegen Österreich (2:2) sein erstes von vier Juniorenländerspielen. In der DDR-Oberliga löste er in der Saison 1962/63 Heinz Franke mit 20 von 26 möglichen Punktspieleinsätzen als Stammtorhüter ab. Am 1. Mai 1963 gewann er nach einem 3:0-Sieg im Pokalendspiel gegen Chemie Zeitz seinen einzigen Titel. Ein Jahr später fehlte der 1,74 m große Meyer nur in einem Oberligapunktspiel und bestritt auch die beiden Europapokalspiele der Zwickauer gegen MTK Budapest (1:0, 0:2). Bis zum Mai 1965 kam Meyer in insgesamt 64 Oberliga-Punktspielen zum Einsatz. Anschließend wurde er zum Militärdienst eingezogen und konnte während der eineinhalb Jahre bei der Armeesportgemeinschaft Vorwärts Frankenberg in der drittklassigen Bezirksliga Karl-Marx-Stadt weiter Fußball spielen.
Nach der Entlassung aus dem Militärdienst schloss sich Meyer 1966 dem Oberligisten Dynamo Dresden an, der Ersatz für seinen bisherigen Stammtorwart Peter Noske benötigte. Sein erstes Oberligaspiel für Dresden bestritt Meyer am 6. Spieltag der Saison 1966/67. Es blieb sein einziger Erstligaeinsatz in dieser Spielzeit, denn Trainer  Manfred Fuchs gab dem gleichaltrigen Manfred Kallenbach den Vorzug. Meyer blieb auch in der folgenden Saison nur die Rolle des Ersatzmanns und wurde hauptsächlich in der in der drittklassigen Bezirksliga spielenden 2. Mannschaft eingesetzt. Am Ende der Saison 1967/68, in der Meyer fünf Oberligaspiele bestritt, stieg Dynamo Dresden in die DDR-Liga ab. Dort gelang Meyer der Durchbruch in der 1. Mannschaft mit 28 von 30 möglichen Punktspieleinsätzen. Dynamo Dresden schaffte souverän den sofortigen Aufstieg, und Meyer begann auch die neue Oberligasaison 1969/70 als Nummer eins im Dresdner Tor. Erst mit dem 18. Spieltag musste er den Stammplatz wieder an Kallenbach abgeben und wurde danach nicht mehr in der 1. Mannschaft eingesetzt. Da Meyer auch später nicht mehr in der Oberliga spielte, blieb es bei 64 Erstligaspielen für Motor Zwickau und 22 Oberligaeinsätzen bei Dynamo Dresden.
Als sich 1972 der junge Claus Boden als zweiter Torhüter hinter Kallenbach etabliert hatte, verließ Meyer im Sommer 1972 Dresden und wechselte im Alter von knapp 30 Jahren zum DDR-Ligisten Motor Werdau. Dort stand er bis 1984 in über 250 DDR-Ligaspielen im Tor und verpasste 1976 nur knapp den Aufstieg in die Oberliga.